# John Lyons (językoznawca)
John Lyons (ur. 23 maja 1932 w Manchesterze, zm. 12 marca 2020) – brytyjski językoznawca. Zajmował się przede wszystkim semantyką.

## Życiorys
W latach 1964–1976 piastował stanowisko profesora lingwistyki na Uniwersytecie Edynburskim, a w latach 1976–1984 na Uniwersytecie Sussex. W latach 1984–2000 był profesorem kolegium Trinity Hall (Uniwersytet w Cambridge).
Zajmował się problematyką tłumaczenia maszynowego. Stworzył własny język (bongo-bongo). Był pod silnym wpływem teorii Noama Chomsky’ego. Autor szeregu podstawowych podręczników z dziedziny językoznawstwa.

## Twórczość
- Structural Semantics (1964)
- Introduction to Theoretical Linguistics (1968)
- Chomsky (Fontana Modern Masters, 1970)
- Semantics, Volumes 1 and 2 (1977)
- Language and Linguistics (1981)
- Language, Meaning and Context (1981)
- Natural Language and Universal Grammar (1991)
- Linguistic Semantics: An introduction (1995)